# Wały Szprotawskie

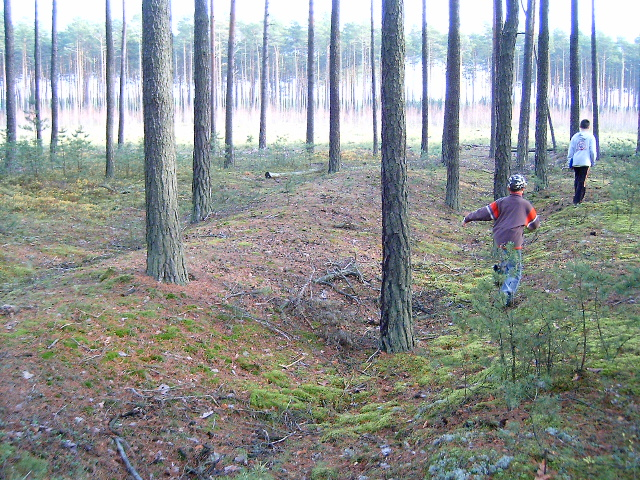
Wały Szprotawskie w okolicy Sierakowa

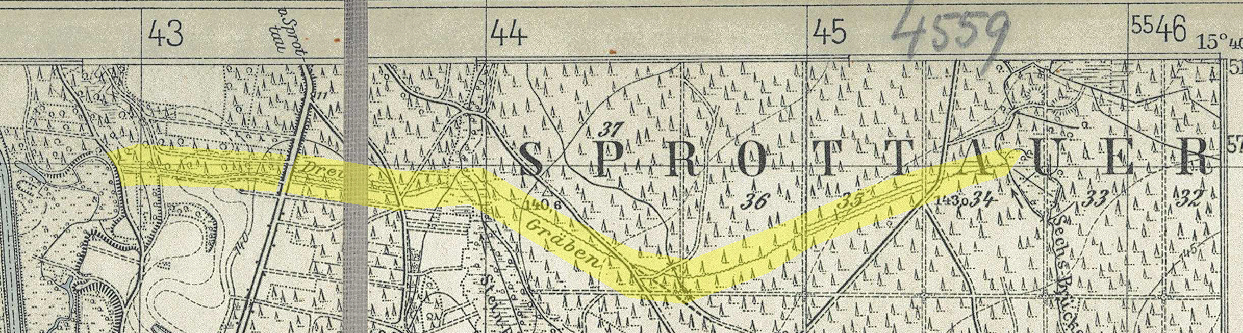
Wały Szprotawskie

Wały Szprotawskie, fragmenty Wałów Śląskich przebiegające przez teren dawnego powiatu szprotawskiego, podzielone na odcinki: północny, środkowy i południowy. Zbudowane są z trzech równoległych nasypów ziemnych o maksymalnej wysokości względnej 2,5 m.
Powstały w XV wieku za panowania księcia Henryka IX Starszego ze śląskiej linii Piastów, w celu wyznaczenia granicy księstw głogowskiego i żagańskiego.
Najlepiej zachowane odcinki Wałów Śląskich rejestruje się w Borach Dolnośląskich: w okolicy Sierakowa, Leszna Górnego, Piotrowic i Gromadki.
Do określenia dokładnej chronologii i przeznaczenia Wałów przyczyniły się wspólne badania Towarzystwa Bory Dolnośląskie i Muzeum Ziemi Szprotawskiej w latach 2001-2006.

## Literatura
- Raport z programu badawczego Muzeum Ziemi Szprotawskiej "Wały Śląskie", 2006 r.
- Miesięcznik "Turysta Dolnośląski", Nr 1/2007